# 田中章司
田中 章司（たなか しょうじ、1994年9月12日 - ）は、日本の元ラグビー選手。

## プロフィール
- 京都府出身[1]。
- 現役時代のポジションはロック(LO)、ナンバーエイト(No8)、フランカー(FL)。
- 身長 187cm、体重 96kg
- 関西学生選抜に選ばれたことがある[2]。

## 略歴
2013年、天理高校卒業後、近畿大学に入る。
2017年、近畿大学卒業後、NECグリーンロケッツ（現・NECグリーンロケッツ東葛）に加入。
2018年9月9日に行われたジャパンラグビートップリーグ第1節のトヨタ自動車ヴェルブリッツ戦にて途中出場で公式戦初出場を果たす。
2022年、現役を引退した。